# Stephen Abas
Pour les articles homonymes, voir Abas.
Stephen Abas est un lutteur américain spécialiste de la lutte libre né le 12 janvier 1978 à Santa Ana en Californie.

## Biographie
Lors des Jeux olympiques d'été de 2004 se tenant à Athènes, il remporte la médaille d'argent en combattant dans la catégorie des -55 kg.